# ヘビーユニット
『ヘビーユニット』 (HEAVY UNIT) は、1988年カネコが開発し、タイトーにから稼働されたアーケード用横スクロールシューティングゲーム。
1989年にPCエンジンに移植された他、1990年にはメガドライブ用ソフトとして『ヘビーユニット メガドライブスペシャル』のタイトルで移植された。
PCエンジン版は、2015年にWindows用ソフトとしてプロジェクトEGGにて配信された。

## 概要
全5面構成で永久ループ。戦闘機・ロボットと2つの自機形態がありアイテムにより変型する。
戦闘機形態では拡散するショットを前方に放ち、サブウエポンとしてミサイルを上下方に投下。ロボット形態では高威力のビームライフルの他、サブウエポンのホーミングアタッカーを放つ。
汎用性の高さではロボット形態が勝るが、機体の当たり判定が大きくなるとデメリットもある。
シールドのない状態で敵や地形に衝突か被弾すると自機は破壊、1機減る。残りの機体がなくなるとゲームオーバーだが、コンティニュー可能。

## ゲーム内容

### アイテム
S（スピードアップ）
自機の速度を上げる。上限は無く取った分だけ速度が上がる。
P（パワーブースター）
自機の攻撃力や攻撃範囲をアップさせる。
B（シールドユニット）
機体全体を覆うシールドが装着する。上限はなく取った分だけ耐久力が上昇。自機の速度を上げれば障害物をすり抜けることも可能。
T（トランスフォーマー）
自機の形態を交互に変える。
E（エクステンド）
自機1機追加。

## 移植版
| No. | タイトル                              | 発売日         | 対応機種     | 開発元        | 発売元             | メディア                         | 型式    | 売上本数 | 備考               |
| --- | ------------------------------------- | -------------- | ------------ | ------------- | ------------------ | -------------------------------- | ------- | -------- | ------------------ |
| 1   | ヘビーユニット                        | 1989年12月22日 | PCエンジン   | カネコ        | タイトー           | 3メガビットHuCARD                | TP01004 | -        |                    |
| 2   | ヘビーユニット メガドライブスペシャル | 1990年12月26日 | メガドライブ | カネコ フナリ | 東宝               | 4メガビットロムカセット          | T-27013 | -        |                    |
| 3   | ヘビーユニット                        | 2015年10月20日 | Windows      | カネコ        | D4エンタープライズ | ダウンロード （プロジェクトEGG） | -       | -        | PCエンジン版の移植 |

PCエンジン版
1989年に発売。敵キャラクターの攻撃方法や配置が一部変更された。オプション設定は無い（隠しコマンドで出現）が業務用に比べ難易度は抑え目となっている。エンディングで女性パイロットが登場するが、AC版のインストカードの女性パイロットとは髪の色が異なる。2015年10月20日よりプロジェクトEGGにて配信開始。
メガドライブ版
1990年に『ヘビーユニット・メガドライブスペシャル』とタイトルを変えて東宝より発売。オプション設定は、裏技での出現だったPCエンジン版とは違い、MD版は最初から付いており、難易度、連射設定が可能。
ゲーム中の音を効果音のみにし、BGMを鳴らさないモードが存在する。「ヘビーユニットサウンドチャージャー」というシングルCDがあり、これをBGM無しのモードにてCDプレイヤーで再生する事でCD内の曲をゲームのBGMとなる、という趣旨の品である。「〜サウンドチャージャー」は事前予約した旨の葉書をメーカーに送るともらえた他、ゲームソフトのマニュアルに付属の応募券を送付した人の中から抽選で千名にプレゼントされた。

## スタッフ
アーケード版
- ソフトウェア・セクション：TO-Y（いがらしすぐる）、UAY(Y.YAMAUCHI) 、かとうたけお
- アート・デザイン・セクション：まつおかけいすけ、たじまとくひさ、いちかわひでふみ、ふなつあやこ、おきもととしこ、A.YAZAKI
- ミュージック、サウンド：渡辺達也、あいずせいいち
- ハードウェア・セクション：H.NAGAYOSHI、H.MIKAMI
- マネージメント：きくちひろし
- ディレクター：金子浩

PCエンジン版
- ソフトウェアセクション：おいかわかずゆき、K.MATSUMOTO、小山剛
- デザイン・セクション：まつおかけいすけ、まぶちゆうこ、おかもとたけし、横山祥
- サウンド・セクション：渡辺達也、あいずせいいち
- マネージメント：鵜藤明彦、おいかわかずゆき
- ゲーム・デザイン：金子浩

メガドライブ版
- オリジナル・デザイン：カネコ
- プログラム：フナリ
- スペシャル・サンクス：原田昌亮、笠井治、蓮谷通治

## 評価
PCエンジン版
- ゲーム誌『ファミコン通信』の「クロスレビュー」では、6・6・7・5の合計24点（満40点）[9][4]、レビュアーの意見としては、「先を知らないとかなり苦しい、死んでクリアー方法を学習していくタイプのゲーム」などと評されている[9]。

- ゲーム誌『月刊PCエンジン』では80・85・80・80・75の平均80点、『マル勝PCエンジン』では7・8・7・8の合計30点（満40点）、『PC Engine FAN』の読者投票による「ゲーム通信簿」での評価は以下の通りとなっており、20.41点（満30点）となっている[1]。また、この得点はPCエンジン全ソフトの中で309位（485本中、1993年時点）となっている[1]。同雑誌1993年10月号特別付録の「PCエンジンオールカタログ'93」では「難易度は業務用と同様に高く、一度ミスすると復活するのが大変である」と紹介されている[1]。

| 項目 | キャラクタ | 音楽 | 操作性 | 熱中度 | お買得度 | オリジナリティ | 総合  |
| 得点 | 3.57       | 3.46 | 3.37   | 3.41   | 3.24     | 3.36           | 20.41 |

メガドライブ版
- ゲーム誌『ファミコン通信』の「クロスレビュー」では合計25点（満40点）になっている[5]。

- ゲーム誌『メガドライブFAN』の読者投票による「ゲーム通信簿」での評価は以下の通りとなっており、13.56点（満30点）となっている[2]。また、同雑誌1993年7月号特別付録の「メガドライブ&ゲームギア オールカタログ'93」では、「難易度はなかなか高い」と紹介されている[2]。

| 項目 | キャラクタ | 音楽 | 操作性 | 熱中度 | お買得度 | オリジナリティ | 総合  |
| 得点 | 2.67       | 2.33 | 2.19   | 2.19   | 1.95     | 2.23           | 13.56 |
- ゲーム誌『BEEP!メガドライブ』の「BEメガ・ドッグレース」では6、5、6、5の合計22点[7]。レビュアーはAC版と内容は多少違い完全移植ではないが移植度は悪くないものの、やや古めの作品なためインパクトが弱い、パワーアップし続ければいいがそうでないとほとんどの敵は変に固く1度やられると弱体化するゲームバランスはよくなくあまり楽しめない、プレイするとストレスを溜めてしまい移植具合より難易度調整など内容を見直しが必要であり、東宝のゲーム事業参入第1弾ということもあり制作になれてないとした他、ロボット変形は今一つ意味がないとした者と面白いとした者で分かれた[7]。

- ゲーム本『メガドライブ大全』（2004年、太田出版）では、「絵の具を全部混ぜると灰色になるという事実が示す通り、どこかつかみどころのないB級シューティングになってしまった」、「突然死の多さに辟易するが、敵キャラの奇妙な動きには惹かれる」とゲーム性や難易度に関して否定的な評価を下している[8]。